# Robert Galloway
Robert Galloway (* 24. září 1992 Columbia, Jižní Karolína) je americký profesionální tenista, deblový specialista. Ve své dosavadní kariéře na okruhu ATP Tour vyhrál dva deblové turnaje. Na challengerech ATP a okruhu ITF získal třicet dva titulů ve čtyřhře.
Na žebříčku ATP byl ve dvouhře nejvýše klasifikován v říjnu 2021 na 1037. místě a ve čtyřhře v únoru 2025 na 25. místě.

## Soukromý život
Narodil se roku 1992 v jihokarolínské metropoli Columbii do rodiny Roberta a Margaret Gallowayových. Má sestru Eleanor. V letech 2012–2015 vystudoval ekonomii na soukromé Woffordově koleji v jihokarolínském Spartanburgu. O profesionální kariéře deblisty začal uvažovat až v závěrečném ročníku univerzity. Otec i děd hráli univerzitní tenis na Koleji Viléma a Marie ve virginském Williamsburgu. Za silný úder uvedl volej, jako preferovaný povrch tvrdý a turnaj US Open.

## Tenisová kariéra
Do grandslamu poprvé zasáhl v deblové soutěži US Open 2018 po boku krajana Nathaniela Lammonse. Z pozice náhradníků ve druhém kole nestačili na chorvatsko-španělské nasazené jedenáctky Ivana Dodiga s Marcelem Granollersem. Jednalo se o jeho první účast na túře ATP. Na okruhu ATP Tour pak, vyjma grandslamu, debutoval únorovou čtyřhrou Sofia Open 2019 opět s Lammonsem. Na úvod podlehli Indům Džívanu Nedunčežijanovi a Puravu Radžovi.
Čtvrtfinále na túře ATP si premiérově zahrál na Singapore Tennis Open 2021, kde startoval s Američanem Alexem Lawsonem. Do prvního semifinále se probojoval se stejným partnerem na Delray Beach Open 2022, po obdržení divoké karty. Podruhé se v této fázi objevil s Mexičanem Miguelem Ángelem Reyesem-Varelou na americkém antukovém šampionátu U.S. Men's Clay Court Championships 2023 v Houstonu, a potřetí v páru s krajanem Julianem Cashem na letním Atlanta Open 2023.
Ve druhém kole Wimbledonu 2023 vyřadil s Jihoafričanem Lloydem Harrisem druhý světový pár  Ivan Dodig a Austin Krajicek, než jejich cestu soutěží dvěma zvládnutými tiebreaky ukončili Granollers s Horaciem Zeballosem. Grandslamové maximum si vylepšil na US Open 2023. Po boku Francouze Albana Olivettiho prošli do čtvrtfinále přes turnajové čtyřky, Salvadorce Marcela Arévala s Nizozemcem Jeanem-Julienem Rojerem. V něm však nenašli recept na držitele kariérního grandslamu Pierra-Huguese Herberta a Nicolase Mahuta.
První titul na túře ATP vybojoval ve čtyřhře Delray Beach Open 2024 po boku Brita Juliana Cashe, s nímž navázal spolupráci na letním Atlanta Open 2023. V delraybeachském finále zdolali mexicko-britské turnajové jedničky Santiaga Gonzáleze s Nealem Skupskim. Po skončení se v únoru 2024 posunul na nové žebříčkové maximum, 43. příčku čtyřhry.

## Finále na okruhu ATP Tour

### Čtyřhra: 8 (2–6)
| Legenda                   |
| ------------------------- |
| Grand Slam (0)            |
| Turnaj mistrů (0)         |
| ATP Tour Masters 1000 (0) |
| ATP Tour 500 (0–2)        |
| ATP Tour 250 (2–4)        |

| Stav      | č. | datum       | turnaj                       | kategorie | povrch    | spoluhráč           | soupeři ve finále                 | výsledek           |
| --------- | -- | ----------- | ---------------------------- | --------- | --------- | ------------------- | --------------------------------- | ------------------ |
| Vítěz     | 1. | únor 2024   | Delray Beach, Spojené státy  | ATP 250   | tvrdý     | Julian Cash         | Santiago González Neal Skupski    | 5–7, 7–5, [10–2]   |
| Finalista | 1. | červen 2024 | Stuttgart, Německo           | ATP 250   | tráva     | Julian Cash         | Rafael Matos Marcelo Melo         | 6–3, 3–6, [8–10]   |
| Vítěz     | 2. | červen 2024 | Mallorca, Španělsko          | ATP 250   | tráva     | Julian Cash         | Diego Hidalgo Alejandro Tabilo    | 6–4, 6–4           |
| Finalista | 2. | srpen 2024  | Winston-Salem, Spojené státy | ATP 250   | tvrdý     | Julian Cash         | Nathaniel Lammons Jackson Withrow | 4–6, 3–6           |
| Finalista | 3. | říjen 2024  | Tokio, Japonsko              | ATP 500   | tvrdý     | Ariel Behar         | Julian Cash Lloyd Glasspool       | 4–6, 6–4, [10–12]  |
| Finalista | 4. | říjen 2024  | Antverpy, Belgie             | ATP 250   | tvrdý (h) | Oleksandr Nedověsov | Alexander Erler Lucas Miedler     | 4–6, 6–1, [8–10]   |
| Finalista | 5. | únor 2025   | Dallas, Spojené státy        | ATP 500   | tvrdý (h) | Ariel Behar         | Christian Harrison Evan King      | 6–7(4–7), 6–7(4–7) |
| Finalista | 6. | červen 2025 | Mallorca, Španělsko          | ATP 250   | tráva     | Juki Bhambri        | Santiago González Austin Krajicek | 1–6, 6–1, [13–15]  |

## Tituly na challengerech ATP a okruhu ITF

### Čtyřhra (32 titulů)
| Legenda          |
| ---------------- |
| Challengery (20) |
| ITF (12)         |

| Č.  | datum         | turnaj                              | okruh      | povrch    | spoluhráč                 | poražení finalisté                       | výsledek                   |
| --- | ------------- | ----------------------------------- | ---------- | --------- | ------------------------- | ---------------------------------------- | -------------------------- |
| 1.  | září 2015     | Antalya, Turecko                    | World Tour | tvrdý     | Robbie Mudge              | Kirill Dmitrijev Andrej Plotnij          | 1–6, 6–4, [10–5]           |
| 2.  | říjen 2015    | Antalya, Turecko                    | World Tour | tvrdý     | Robbie Mudge              | Daniel Dutra da Silva Eduardo Russi      | 6–4, 3–6, [10–5]           |
| 3.  | srpen 2016    | Ourense, Španělsko                  | World Tour | tvrdý     | Dennis Uspensky           | Rjóta Kiši Jusuke Watanuki               | 6–4, 6–1                   |
| 4.  | listopad 2016 | Pensacola, Spojené státy            | World Tour | antuka    | Dominic Cotrone           | Pedro Dumont Alexandre Peyrot            | 7–5, 6–3                   |
| 5.  | prosinec 2016 | Tallahassee, Spojené státy          | World Tour | tvrdý (h) | Nathaniel Lammons         | Aziz Dougaz Guy Orly Iradukunda          | 6–4, 5–7, [10–8]           |
| 6.  | červen 2017   | Martos, Španělsko                   | World Tour | tvrdý     | Evan King                 | JC Aragone Daniel Nolan                  | 6–4, 6–4                   |
| 7.  | listopad 2017 | Mishref, Kuvajt                     | World Tour | tvrdý     | Benjamin Lock             | Čandril Sood Lakšit Sood                 | 7–6(8–6), 7–5              |
| 8.  | listopad 2017 | Mishref, Kuvajt                     | World Tour | tvrdý     | Benjamin Lock             | Baptiste Crepatte Lény Mitjana           | 6–3, 6–2                   |
| 9.  | listopad 2017 | Mishref, Kuvajt                     | World Tour | tvrdý     | Benjamin Lock             | Marc Dijkhuizen Darko Jandrić            | 6–2, 6–1                   |
| 10. | listopad 2017 | Stellenbosch, Jihoafrická republika | World Tour | tvrdý     | Benjamin Lock             | Peter Heller George von Massow           | 5–7, 6–2, [10–5]           |
| 11. | prosinec 2017 | Stellenbosch, Jihoafrická republika | World Tour | tvrdý     | Benjamin Lock             | Michiel de Krom Ryan Nijboer             | 6–3, 6–3                   |
| 12. | prosinec 2017 | Stellenbosch, Jihoafrická republika | World Tour | tvrdý     | Benjamin Lock             | Jaime Pulgar-García Javier Pulgar-García | 7–6(7–3), 6–7(4–7), [10–5] |
| 13. | duben 2018    | Tallahassee, Spojené státy          | Challenger | antuka    | Denis Kudla               | Enrique López Pérez Džívan Nedunčežijan  | 6–3, 6–1                   |
| 14. | červenec 2018 | Gatineau, Kanada                    | Challenger | tvrdý     | Bradley Klahn             | Darian King Peter Polansky               | 7–6(7–4), 4–6, [10–8]      |
| 15. | srpen 2018    | Lexington, Spojené státy            | Challenger | tvrdý     | Roberto Maytín            | Joris De Loore Marc Polmans              | 6–3, 6–1                   |
| 16. | říjen 2018    | Calgary, Kanada                     | Challenger | tvrdý (h) | Nathan Pasha              | Matt Reid John-Patrick Smith             | 6–4, 4–6, [10–6]           |
| 17. | leden 2019    | Newport Beach, Spojené státy        | Challenger | tvrdý     | Nathaniel Lammons         | Romain Arneodo Andrej Vasilevskij        | 7–5, 7–6(7–1)              |
| 18. | únor 2019     | Cherbourg, Francie                  | Challenger | tvrdý (h) | Nathaniel Lammons         | Raúl Brancaccio Javier Barranco Cosano   | 4–6, 7–6(7–4), [10–8]      |
| 19. | září 2019     | New Haven, Spojené státy            | Challenger | tvrdý     | Nathaniel Lammons         | Sander Gillé Joran Vliegen               | 7–5, 6–4                   |
| 20. | září 2019     | Tiburon, Spojené státy              | Challenger | tvrdý     | Roberto Maytín            | Darian King JC Aragone                   | 6–2, 7–5                   |
| 21. | leden 2020    | Ann Arbor, Spojené státy            | Challenger | tvrdý     | Hans Hach Verdugo         | Nicolás Barrientos Alejandro Gómez       | 4–6, 6–4, [10–8]           |
| 22. | březen 2021   | Cleveland, Spojené státy            | Challenger | tvrdý (h) | Alex Lawson               | Evan King Hunter Reese                   | 7–5, 6–7(5–7), [11–9]      |
| 23. | červenec 2021 | Segovia, Španělsko                  | Challenger | tvrdý     | Alex Lawson               | JC Aragone Nicolás Barrientos            | 7–6(10–8), 6–4             |
| 24. | duben 2022    | Sarasota, Spojené státy             | Challenger | antuka    | Jackson Withrow           | André Göransson Nathaniel Lammons        | 6–3, 7–6(7–3)              |
| 25. | listopad 2022 | Champaign, Spojené státy            | Challenger | tvrdý (h) | Hans Hach Verdugo         | Ezekiel Clark Alfredo Perez              | 3–6, 6–3, [10–5]           |
| 26. | únor 2023     | Cleveland, Spojené státy            | Challenger | tvrdý (h) | Hans Hach Verdugo         | Ruben Gonzales Reese Stalder             | 3–6, 7–5, [10–6]           |
| 27. | březen 2023   | Puerto Vallarta, Mexiko             | Challenger | tvrdý     | Miguel Ángel Reyes-Varela | André Göransson Ben McLachlan            | 3–0skreč                   |
| 28. | duben 2023    | Ostrava, Česko                      | Challenger | antuka    | Miguel Ángel Reyes-Varela | Guido Andreozzi Guillermo Durán          | 7–5, 7–6(7–5)              |
| 29. | říjen 2023    | Mouilleron-le-Captif, Francie       | Challenger | tvrdý (h) | Julian Cash               | Maxime Cressy Otto Virtanen              | 6–4, 5–7, [12–10]          |
| 30. | říjen 2023    | Málaga, Španělsko                   | Challenger | tvrdý     | Julian Cash               | Andrew Harris John-Patrick Smith         | 7–5, 6–2                   |
| 31. | květen 2024   | Bordeaux, Francie                   | Challenger | antuka    | Julian Cash               | Quentin Halys Nicolas Mahut              | 6–3, 7–6(7–2)              |
| 32. | červen 2024   | Surbiton, Spojené království (2)    | Challenger | tráva     | Julian Cash               | Nicolas Barrientos Diego Hidalgo         | 6–4, 6–4                   |